# Heinrich Kerpel
Heinrich Kerpel (* 23. Mai 1903 in Treuen; † April 1945 im Zuchthaus Bützow/Dreibergen) war ein deutscher Werftarbeiter, Widerstandskämpfer gegen den Nationalsozialismus und NS-Opfer.

## Leben
Kerpel entstammte einer sächsischen Arbeiterfamilie. Nach dem Besuch der Volksschule erlernte er den Beruf des Elektrikers. Auf Arbeitssuche kam er nach Hamburg und heuerte als Seemann an. Später nahm er eine Tätigkeit auf als Werftarbeiter bei der Firma Blohm & Voss. Nach der Machtergreifung der Nationalsozialisten 1933 betätigte er sich illegal gegen das NS-Regime. Bei Beginn des Zweiten Weltkrieges wurde er Mitglied in der Widerstandsgruppe „Bästlein-Jacob-Abshagen“, die sich für ausländische Zwangsarbeiter einsetzte und politische Aufklärung über den Vernichtungskrieg der Wehrmacht betrieb. Nachdem das Widerstandsnetz durch Verrat zerschlagen worden war, wurde er von der Gestapo verhaftet, und ein Gericht verurteilte ihn zu einer Zuchthausstrafe, die er im Zuchthaus Bützow/Dreibergen absaß. Hier ist er im April 1945 ums Leben gekommen.